# 1653 az irodalomban
Az 1653. év az irodalomban.

## Események
- augusztus 29. – Apáczai Csere János külföldről hazaérkezik Gyulafehérvárra, ahol a poétikai osztályban tanári állást kap. Novemberben tartja tanári székfoglalóját A bölcsesség tanulásáról címen.[1]

## Új művek
- Listi László (Listius) Magyar Márs avagy Mohách mezején történt veszedelemnek emlékezete című kötete (Bécs); benne elbeszélő költeménye, a mohácsi csatáról szóló Clades Mohachianae (A mohácsi vész).[2]
- Baltasar Gracián filozófiai műve: El criticón (A kritikus), második rész.

## Születések
- 1653 – Csikamacu Monzaemon japán drámaíró, bunraku- és kabuki-darabok szerzője († 1725)

## Halálozások
- február 13. – Georg Rodolf Weckherlin Württembergben, majd Angliában működött diplomata, tisztviselő, reneszánsz író, költő (* 1584)